# Lelio Gelli
Lelio Gelli (Firenze, 23 dicembre 1902 – Napoli, 27 gennaio 1975) è stato uno scultore italiano.

## Biografia
Allievo e poi assistente di Libero Andreotti, studia all'Istituto d'Arte fiorentino, dove poi insegnerà Scultura, come incaricato, fino al 1938, quando diventerà titolare della cattedra di Scultura all'Istituto d'Arte di Napoli. A Firenze frequenta un gruppo di scrittori e di intellettuali, tra cui Vasco Pratolini, Piero Bargellini e Aldo Carpi.
Partecipa a partire dal 1927 a mostre in Toscana e nel 1929 è presente a Milano, alla II Mostra del Novecento Italiano, dove presenta la scultura Testa di ragazzo che oggi è conservata nella Gipsoteca Libero Andreotti, a Pescia. Da Andreotti ha mutuato un naturalismo sobrio e composto, di grande eleganza formale. A Napoli lo scultore toscano Gelli si innesta quindi nella rinascita della scultura partenopea del Novecento e cura lo sviluppo artistico di una serie di allievi, destinati ad acquisire notorietà.
A Milano, alla Galleria "Pesaro", Gelli espone nel 1930 alcuni ritratti e la scultura Pastore che tosa le pecore.
Approda quindi alla XVII Biennale di Venezia. Alla XIX Biennale veneziana del 1934 è presente con il marmo bianco Fanciulla dormiente - forse la sua scultura più nota - che deriva i modi dal primitivismo e dal purismo toscano. La bambina è distesa con semplicità, le sue membra sono magre, l'abito liscio è trattato con pochi rilievi schematici. Il risultato finale è arcaicizzante.
Un busto del generale Adolfo Leoncini, scolpito nel 1934 e fuso in bronzo nel 1935, ha meritato il II grado al Concorso della Regina e oggi è esposto nel Museo centrale del Risorgimento, al Vittoriano. Nel 1935 Gelli è alla Mostra Mondiale di Bruxelles e all'Esposizione italiana a Budapest.
Propone nuovamente la Fanciulla dormiente nel 1938, insieme ad altre sue sculture, in una mostra romana dove sono esposti anche disegni di Bino Sanminiatelli e dipinti di Arturo Peyrot.
Nel 1939 alla III Quadriennale di Roma gli riservano uno spazio personale, dove egli espone quattro marmi, una pietra e un bronzo. Tra queste sei opere, la Massaia rurale è acquisita dalla Galleria Comunale d'Arte Moderna di Roma, la Nuotatrice dal Ministero della Cultura Popolare e il Ragazzo del Chianti dalla Galleria civica di Torino. Alla Galleria d'Arte Moderna di Latina Gelli dona nel 1937 una scultura in terracotta.
Nel 1946 espone a Napoli, con Eugenio Viti, alla "Galleria Forti"; partecipa negli anni successivi a collettive del Circolo Artistico napoletano. Un suo grande bassorilievo in pietra serena, del 1953, è nella Chiesa di Santa Chiara, a Napoli.